# Mimosa alleniana
Mimosa alleniana är en ärtväxtart som beskrevs av Thomas Morong. Mimosa alleniana ingår i släktet mimosor, och familjen ärtväxter. Inga underarter finns listade i Catalogue of Life.